# Einsiedler Brauhaus

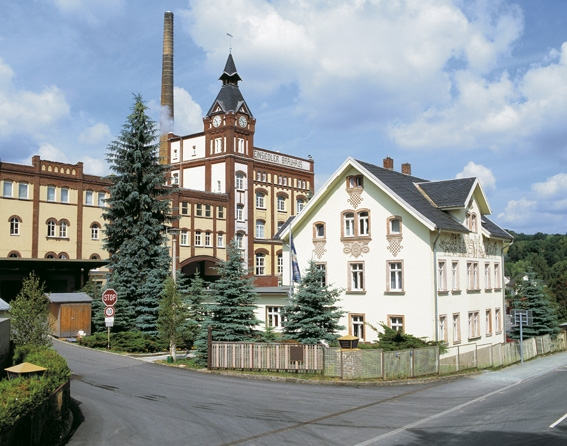
Einsiedler Brauhaus

A Einsiedler Brauhaus GmbH é uma cervejaria no bairro Einsiedel de Chemnitz no sudoeste da Saxônia (Sachsen).

## História
A Einsiedler Brauhaus foi fundada em 29 de agosto de 1885 pelo fabricante de máquinas Emil Schwalbe como uma cervejaria particular em Chemnitz-Einsiedel. Em 1903 foi convertida em uma sociedade por ações. Em 1920 houve uma aquisição compulsória pela Deutsche Brau- & Aktiengesellschaft Berlin e foi renomeada para Einsiedler Brauhaus AG. A partir de 1925 a cervejaria foi uma filial da [[[Radeberger Exportbierbrauerei]]. Em 1937 a cervejaria foi reprivatizada pela família Winterling. Após a Segunda Guerra Mundial seguiu uma administração forçada, até 1961 foi semi estatizada, e em 1972 foi expropriada por decreto. A partir de então a cervejaria funcionou como parte da VEB Vereinigte Brauereien Karl-Marx-Stadt (mais tarde VEB Braustolz). Desde 1990 a Einsiedler Brauhaus é uma GmbH.
Um museu da cerveja foi criado na cervejaria.

## Variedades
A cervejaria produz cervejas e bebidas mistas.
- Einsiedler Landbier
- Einsiedler hell
- Einsiedler Zwickelbier
- Einsiedler Schwarzbier
- Einsiedler Weißbier
- Einsiedler Pilsener
- „Das Pils der Chemnitzer“
- Echt Einsiedler Böhmisch
- Einsiedler Bock hell
- Einsiedler Doppelbock
- Einsiedler Classic Porter
- Einsiedler Cherry Porter
- Einsiedler Maibock Zwickel (Saison)
- Einsiedler Winterbock Zwickel (Saison)
- Einsiedler Fassbrause Himbeere
- Einsiedler Fassbrause Waldmeister

Além destas, cervejas baratas são produzidas sob várias marcas registradas.

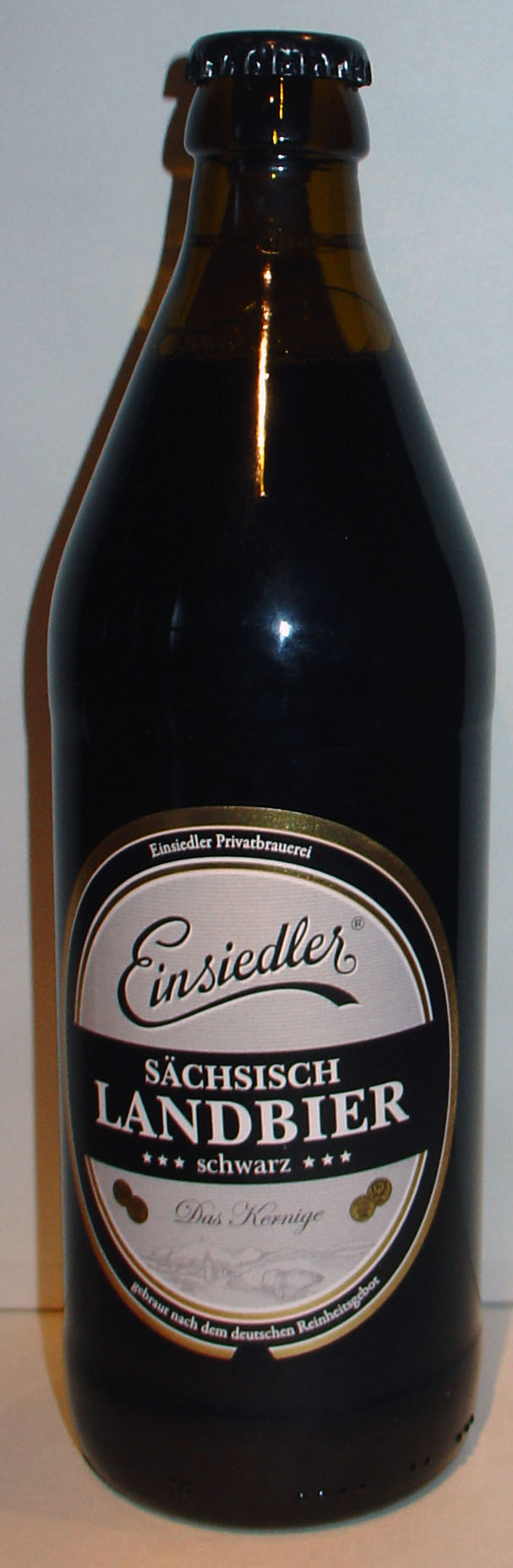
Sächsisch Landbier schwarz, 2011
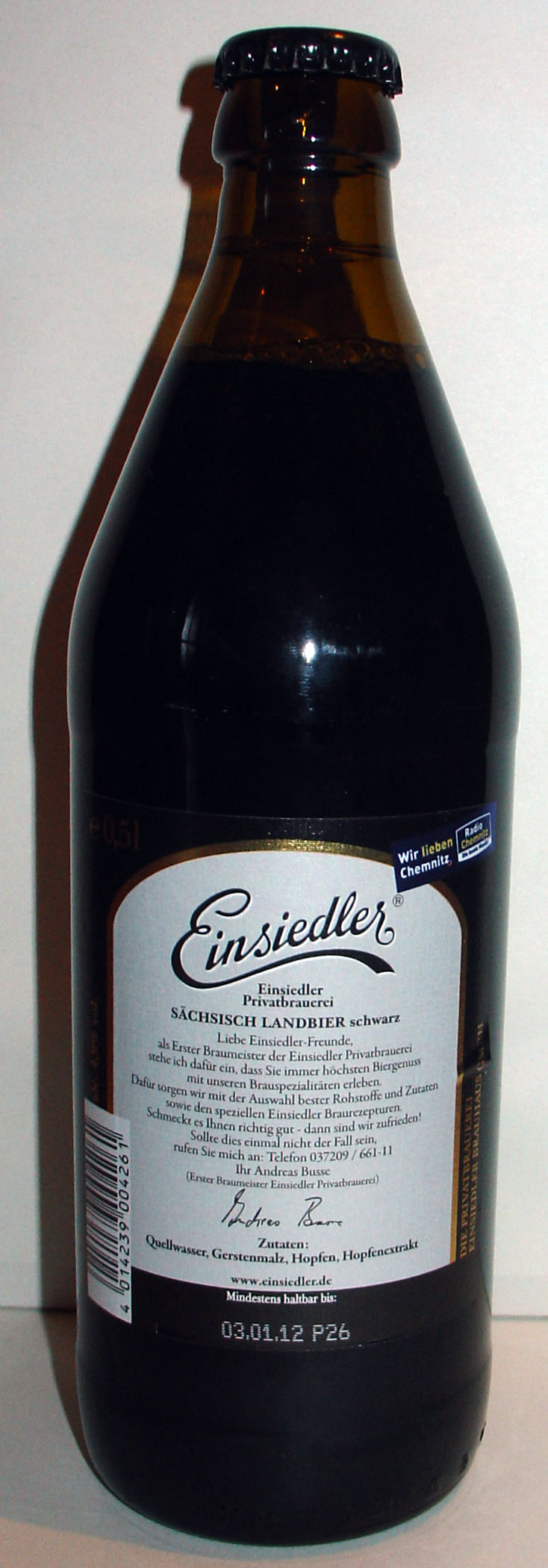
Sächsisch Landbier schwarz, Flaschenrückseite, 2011
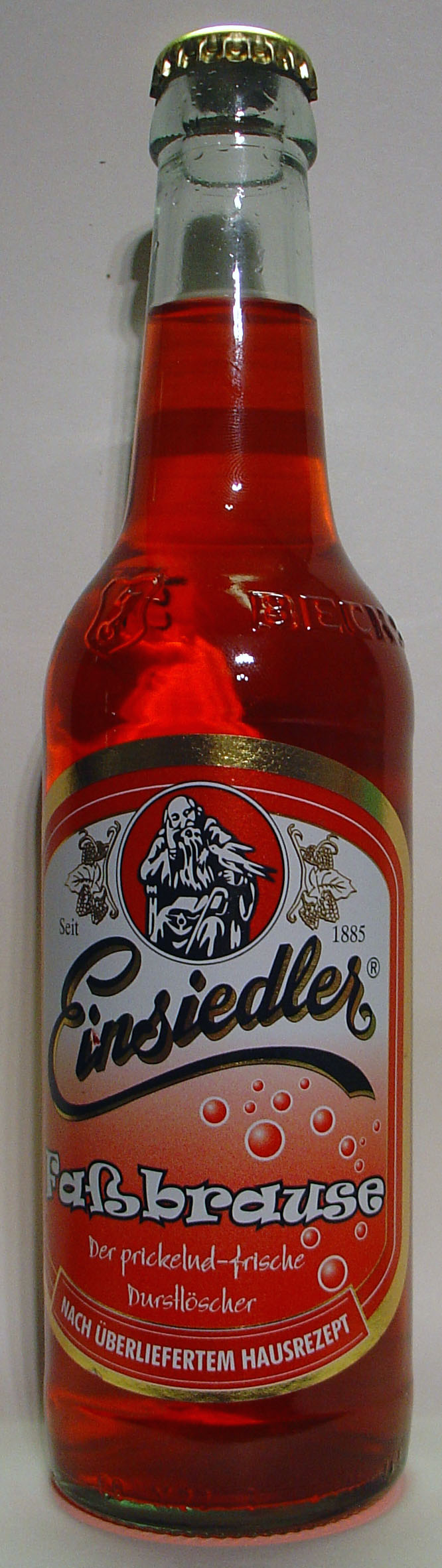
Himbeer-Faßbrause

## Ligaçõese externas
- www.einsiedler.de Página da cervejaria
- Geschichte des Brauhauses
- Historische Bieretiketten des Einsiedler Brauhauses